# 第108回日劇學院賞
←第107回 - 第108回 - 第109回→
第108回日劇學院賞，針對2021年4月到6月在日本播出春季檔連續劇所做出的投票與評比。本季獲最優秀作品賞為TBS電視台的《東大特訓班2》，此劇共獲二項獎項；本季獲最多獎項的作品為關西電視台的《大豆田永久子與三個前夫》，共獲五項獎項。

## 得獎名單

### 最優秀作品賞
1. 東大特訓班2[1]
2. 大豆田永久子與三個前夫
3. 喜劇開場
4. 打扮的戀愛是有理由的
5. 離婚活動

- 讀者票：1. 東大特訓班2；2. 打扮的戀愛是有理由的；3. 大豆田永久子與三個前夫；4. 喜劇開場；5. 涅墨西斯

- 記者票：1. 大豆田永久子與三個前夫；2. 東大特訓班2；3. 喜劇開場；4. 打扮的戀愛是有理由的；5. 鴉色刑事組

- 評審票：1. 大豆田永久子與三個前夫；2. 喜劇開場；3. 要來杯咖啡嗎；4. 離婚活動；4. 東大特訓班2；4. 名偵探主廚；4. 鴉色刑事組

### 主演男優賞
1. 阿部寬（東大特訓班2）[2]
2. 菅田將暉（喜劇開場）
3. 竹野內豐（鴉色刑事組）
4. 中村倫也（要來杯咖啡嗎）
5. 櫻井翔（涅墨西斯）

- 讀者票：1. 阿部寬（東大特訓班2）；2. 菅田將暉（喜劇開場）；3. 櫻井翔（涅墨西斯）；4. 綾野剛（深深地戀愛）；5. 橫山裕（小太郎一個人生活）

- 記者票：1. 阿部寬（東大特訓班2）；2. 菅田將暉（喜劇開場）；3. 竹野內豐（鴉色刑事組）；4. 松坂桃李（要是當時吻了他）；5. 中村倫也（要來杯咖啡嗎）

- 評審票：1. 阿部寬（東大特訓班2）；2. 菅田將暉（喜劇開場）；2. 中村倫也（要來杯咖啡嗎）；4. 西島秀俊（名偵探主廚）；4. 竹野內豐（鴉色刑事組）

### 主演女優賞
1. 松隆子（大豆田永久子與三個前夫）[3]
2. 北川景子（離婚活動）
3. 川口春奈（打扮的戀愛是有理由的）
4. 杉咲花（小女侍）
5. 大地真央（最棒的歐巴桑 中島春子）

- 讀者票：1. 川口春奈（打扮的戀愛是有理由的）；2. 北川景子（離婚活動）；3. 松隆子（大豆田永久子與三個前夫）；4. 杉咲花（小女侍）；5. 廣瀨鈴（涅墨西斯）

- 記者票：1. 松隆子（大豆田永久子與三個前夫）；2. 川口春奈（打扮的戀愛是有理由的）；3. 北川景子（離婚活動）；4. 杉咲花（小女侍）；5. 吉田羊（生呀死呀父親呀）

- 評審票：1. 松隆子（大豆田永久子與三個前夫）；2. 北川景子（離婚活動）；3. 杉咲花（小女侍）；4. 大地真央（最棒的歐巴桑 中島春子）；5. 吉田羊（生呀死呀父親呀）

### 助演男優賞
1. 永山瑛太（離婚活動）[4]
2. 岡田將生（大豆田永久子與三個前夫）
3. 高橋海人（東大特訓班2）
4. 松本敦（小女侍）
5. 松田龍平（大豆田永久子與三個前夫）

- 讀者票：1. 高橋海人（東大特訓班2）；2. 橫濱流星（打扮的戀愛是有理由的）；3. 宮近海斗（特捜9 Season 4）；4. 永山瑛太（離婚活動）；5. 仲野太賀（喜劇開場）

- 記者票：1. 岡田將生（大豆田永久子與三個前夫）；2. 松田龍平（大豆田永久子與三個前夫）；3. 永山瑛太（離婚活動）；4. 仲野太賀（喜劇開場）；5. 角田晃廣（大豆田永久子與三個前夫）

- 評審票：1. 永山瑛太（離婚活動）；2. 松本敦（小女侍）；3. 岡田將生（大豆田永久子與三個前夫）；4. 神木隆之介（喜劇開場）；4. 角田晃廣（大豆田永久子與三個前夫）

### 助演女優賞
1. 有村架純（喜劇開場）[5]
2. 長澤雅美（東大特訓班2）
3. 市川實日子（大豆田永久子與三個前夫）
4. 黑木華（鴉色刑事組）
5. 平手友梨奈（東大特訓班2）

- 讀者票：1. 平手友梨奈（東大特訓班2）；2. 長澤雅美（東大特訓班2）；3. 有村架純（喜劇開場）；4. 中村杏（打扮的戀愛是有理由的）；5. 橋本環奈（涅墨西斯）

- 記者票：1. 市川實日子（大豆田永久子與三個前夫）；2. 有村架純（喜劇開場）；3. 長澤雅美（東大特訓班2）；4. 平手友梨奈（東大特訓班2）；5. 黑木華（鴉色刑事組）

- 評審票：1. 黑木華（鴉色刑事組）；2. 有村架純（喜劇開場）；3. 長澤雅美（東大特訓班2）；4. 古川琴音（喜劇開場）；5. 市川實日子（大豆田永久子與三個前夫）

### 連續劇歌曲賞
1. 《Presence》STUTS & 松隆子 with 3exes(feat. Kid Fresino)（大豆田永久子與三個前夫） [6]
2. 《Pale Blue》米津玄師（離婚活動）
3. 《不思議》星野源（打扮的戀愛是有理由的）
4. 《在懂愛之前》愛繆（喜劇開場）
5. 《El Fuego (火・焰)》小沢健二（要來杯咖啡嗎）

- 讀者票：1. 《不思議》星野源（打扮的戀愛是有理由的）；2. 《Pale Blue》米津玄師（離婚活動）；3. 《在懂愛之前》愛繆（喜劇開場）；4. 《僕らは まだ》V6（特捜9 Season 4）；5. 《ネガティブファイター》Hey! Say! JUMP（偵探☆星鴨）

- 記者票：1. 《Presence》 STUTS & 松隆子 with 3exes(feat. Kid Fresino)（大豆田永久子與三個前夫）；2. 《Pale Blue》米津玄師（離婚活動）；3. 《不思議》星野源（打扮的戀愛是有理由的）；4. 《在懂愛之前》愛繆（喜劇開場）；5. 《愛しい人》SUPER BEAVER（要是當時吻了他）

- 評審票：1. 《Pale Blue》米津玄師（離婚活動）；2. 《Presence》 STUTS & 松隆子 with 3exes(feat. Kid Fresino)（大豆田永久子與三個前夫）；3. 《El Fuego (火・焰)》小沢健二（要來杯咖啡嗎）；4. 《縁》ヒグチアイ（生呀死呀父親呀）；5. 《哭笑不得的情節》秦基博（小女侍）

### 劇本賞
1. 坂元裕二（大豆田永久子與三個前夫）[7]
2. 金子茂樹（喜劇開場）
3. 田中真一、西条光利（名偵探主廚）

### 導演賞
1. 中江和仁、池田千尋、瀧悠輔（大豆田永久子與三個前夫）[8]
2. 福澤克雄、石井康晴、青山貴洋（東大特訓班2）
3. 塚原亞由子、棚澤孝義、府川亮介（打扮的戀愛是有理由的）

### 特別賞
- 伊藤沙莉（大豆田永久子全劇及O.S.旁白）[9]

### 記者及評審評語
- 關於阿部寬，櫻木建二是一位傳奇律師，曾誓言重新翻轉一所具有偏差、學習能力較低的高中。時隔16年再次出演櫻木的阿部寬，憑藉其壓倒性的演技，並沒有隨著時間的推移而改變，讓觀看這齣戲的觀眾認為「果然是能讓人上癮的角色」獲得了支持。另一方面，與新生代學生的互動，與第一季櫻木建二曾指導他們考上東大的同學見面的片段也成功製造話題[10]
- 關於松隆子，飾演與三位前夫離婚後的單身中年母親和建築公司的社長。不僅與前夫們、女兒及公司同事的對手戲精湛，甚至對大豆田永久子這樣具有喜劇般的角色，松隆子都能展現洗鍊自然的演技，令人動容[11]
- 關於永山瑛太所飾演的緒原紘一，能把一位個性直率的自衛隊隊員演的誇張逗趣，與此劇的女主角在婚後生活與離婚後的心態轉變歷程及面對各方家人離婚的對手戲演得如出一轍，對永山瑛太過往所飾演的角色而言是一大突破[12]
- 關於有村架純所飾演的中濱里穗子，從失業後如困境般的生活，到堅定演出喜劇的夢想和伙伴的別離，演技情緒都相當到位，尤其是述說被渣男感情詐騙、被公司職員排擠的種種內心的創傷，都能將觀眾透過角色的情緒帶入其中，是有村架純勝出的關鍵場面[13]
- 關於坂元裕二，「時尚、有趣、具有神一般金句的台詞」和「筆下人物的多樣化個性及造型」廣受好評[14]
- 關於伊藤沙莉，在本劇是第一次擔任旁白，不僅是能讓作品激動人心的關鍵人物之一，及代替編劇坂元裕二化身般的天籟之音成為慣性之外，甚至使用沙啞的聲音來解說全劇及大豆田永久子的O.S.，讓觀眾印象深刻。雖然有聲音沒有參與演出，但也讓她的聲音在這齣戲的存在感非常強大[15]

## 外部連結
- 第108回日劇學院賞 （页面存档备份，存于）